# Benissoda
Benissoda és un municipi del País Valencià a la comarca de la Vall d'Albaida.

## Història
Va ser donada en 1271 per Jaume I als Roiç de Corella. Després de la conquesta va mantenir la seua població morisca per la qual cosa l'expulsió de 1609 va delmar de manera important la seua demografia. Va formar part del marquesat d'Albaida.

## Demografia i economia
Té 316 habitants, de gentilici benissodans, i l'any 2001 un 95,70% dels habitants sabíen parlar valencià.
La seua economia es basa en l'agricultura de secà. També s'intenta explotar el turisme rural.
| 1990 | 1992 | 1994 | 1996 | 1998 | 2000 | 2002 | 2004 | 2005 | 2007 | 2010 |
| ---- | ---- | ---- | ---- | ---- | ---- | ---- | ---- | ---- | ---- | ---- |
| 304  | 310  | 312  | 291  | 298  | 300  | 304  | 320  | 327  | 361  | 378  |

## Alcaldia
Des de 2015 l'alcalde de Benissoda és José Miguel Lluch Roig del Partit Popular (PP).
| Període                       | Alcalde o alcaldessa          | Partit polític | Data de possessió | Observacions |
| ----------------------------- | ----------------------------- | -------------- | ----------------- | ------------ |
| 1979–1983                     | Manuel Lluch Espí             | UCD            | 19/04/1979        | --           |
| 1983–1987                     | Manuel Lluch Espí             | GI             | 28/05/1983        | --           |
| 1987–1991                     | Vicente Ramón Lloret Martínez | AP             | 30/06/1987        | --           |
| 1991–1995                     | Vicente Ramón Lloret Martínez | PP             | 15/06/1991        | --           |
| 1995–1999                     | Salvador Roig Espí            | PSPV-PSOE      | 17/06/1995        | --           |
| 1999–2003                     | Salvador Roig Espí            | PSPV-PSOE      | 03/07/1999        | --           |
| 2003–2007                     | Salvador Roig Espí            | PSPV-PSOE      | 14/06/2003        | --           |
| 2007–2011                     | Salvador Roig Espí            | PSPV-PSOE      | 16/06/2007        | --           |
| 2011–2015                     | Antonio Espí Ferri            | PSPV-PSOE      | 11/06/2011        | --           |
| 2015–2019                     | José Miguel Lluch Roig        | PP             | 13/06/2015        | --           |
| 2019-2023                     | José Miguel Lluch Roig        | PP             | 15/06/2019        | --           |
| Des de 2023                   | n/d                           | n/d            | 17/06/2023        | --           |
| Fonts: Generalitat Valenciana |                               |                |                   |              |

## Geografia
Al seu terme, de 4,2 km², hi ha la font del Patge, un paratge atractiu des del qual naix un sender per a ascendir a la Covalta.

## Edificis d'interés
- Església de la Nativitat de nostra Senyora. Del segle xvii amb campanar afegit el xix.
- Museu Agrícola. Compta amb una mostra dels atifells necessaris per a les tasques del camp.
- Conjunt arquitectònic de la plaça de Les Moreres, amb al·legories al poble, que compta amb dos rellotges de sol.